# Operace Prosperity Guardian
Operace Prosperity Guardian je mezinárodní vojenská operace koalice států vedených Spojenými státy americkými. Jejím cílem je zajištění bezpečné plavby v Rudém moři, Adenském zálivu a průlivu Mandeb, který je spojuje. Operace reaguje na sérii útoků jemenských Hútíjů na mezinárodní dopravu v Rudém moři, které začaly po vypuknutí války Izraele s Hamásem a kvůli nimž několik velkých přepravních společností (Maersk, Hapag-Lloyd aj.) odklonilo trasy svých plavidel mimo nebezpečnou oblast.
O zahájení operace informoval 18. prosince 2023 americký ministr obrany Lloyd Austin. V té době se k operaci připojilo deset států: Bahrajn, Francie, Kanada, Itálie, Nizozemsko, Norsko, Seychely, Spojené státy americké, Španělsko a Velká Británie. Dne 21. prosince 2023 americký generálmajor Patrick Ryder upřesnil, že se připojila rovněž Austrálie, Řecko a další nejmenované státy. Celkově se tak zapojilo přes dvacet zemí, a to vysláním svých plavidel, letadel, personálu a dalšími způsoby podpory. Uskutečněním operace bylo pověřeno roku 2022 zformované mezinárodní námořní uskupení Combined Task Force 153, jehož velení je v Manámě v Bahrajnu. Španělsko, Itálie a Francie zapojené v koalici ale následně odmítly požadavek USA, aby jejich lodě  podléhaly americkému velení a navrhují činnost pod velením NATO nebo Evropské unie.
V prosinci 2023 se k operaci připojilo rovněž Dánsko, jehož vládla informovala o úmyslu vyslat do oblasti fregatu. V lednu 2024 se jako první asijská země připojil Singapur; předcházel tomu útok na kontejnerovou loď Maersk Hangzhou, plující pod singapurskou vlajkou. Egypt a Saúdská Arábie, dvě země, které jsou ekonomicky závislé na nerušené obchodní lodní dopravě v této oblasti, se operace neúčastní.

## Letecké útoky na Jemen
12. ledna 2024 Spojené státy americké a Spojené království v reakci na útoky Hútíů na obchodní lodě provedly sérii útoků z lodí, ponorek a letadel na jimi ovládané území. Podporu během akce poskytly Austrálie, Bahrajn, Dánsko, Jižní Korea, Kanada, Německo, Nizozemsko a Nový Zéland. Za použití střel s plochou dráhou letu Tomahawk a dalších zbraní bylo zasaženo přes 60 cílů na více než 12 místech.
V noci z 12. na 13. ledna americké námořnictvo zaútočilo na radarovou stanici Hútíů za použití střel Tomahawk odpálených z torpédoborce USS Carney; Hútiové však obvinili Američany z ostřelování jemenského hlavního města Saná.
24. února provedly USA a Spojené království čtvrtou vlnu společných úderů na 18 míst kontrolovaných húsíjskými povstalci v Jemenu, které zahrnovaly mimo jiné podzemní skladiště zbraní, skladiště raket, jednosměrné útočné bezpilotní drony, systémy protivzdušné obrany, radary a vrtulník. Podporu vojenské akci poskytly Austrálie, Bahrajn, Kanada, Dánsko, Nizozemsko a Nový Zéland.
Raketonosný křižník USS Gettysburg (CG-64) 22. prosince 2024 kolem 3.00 místního času omylem sestřelil jeden F/A-18F nad Rudým mořem. Letoun patřil VFA-11 „Red Rippers“ z letadlové lodě USS Harry S. Truman. Oba piloti byli zachráněni.